# Herman Andersen (billedhugger)
 Der er flere personer med dette navn, se Herman Andersen.
Johannes Herman Andersen (12. oktober 1881 i København – 22. marts 1958 sammesteds) var en dansk billedhugger.
Han stod i malerlære 1897 og blev dimitteret fra Teknisk Skole, blev dernæst optaget i 1900 på Kunstakademiets malerskole og blev efter August Jerndorffs råd flyttet til modelskolen for billedhuggere, hvor han studerede under Vilhelm Bissen og Carl Aarsleff. Andersen fik tilladelse til afgang maj 1907, men forlod Kunstakademiet uden afgangseksamen i juni samme år. Han frekventerede atter Kunstakademiet oktober 1908-juni 1909. 
Han er anonymt begravet på Sundby Kirkegård.